# 우치 히로키
우치 히로키(일본어: 内 博貴, 1986년 9월 10일 ~ )는 일본의 가수, 배우이다.
오사카부 출신. STARTO ENTERTAINMENT 소속.

## 내력
프로야구 선수가 되는 것이 꿈이었지만, 어머니에게 합격하면 500엔을 준다고 설득당해 오디션을 봐 1999년 5월 29일, 칸사이 쟈니즈 Jr.의 레슨생으로서 쟈니즈 사무소에 입소.
2002년 12월, 지금까지 출연하고 있던 버라이어티 프로그램 《J3KANSAI》 에서, 칸쟈니∞의 멤버로 선택된다.
2003년, 텔레비전 드라마 《내가 사는 길》의 연기로, 〈제6회 닛칸 스포츠 드라마 그랑프리 신인상〉을 수상했다. 동 신인상은 지금까지 6년 연속 쟈니즈 Jr.가 수상해 왔지만, 칸사이 쟈니즈 Jr.의 수상은 이것이 처음이 되었다. 9월에는 《배구 월드컵 2003》 이미지 캐릭터로서 결성된 NEWS의 멤버로 선택되어 11월 7일에 이미지 송 〈NEWS일본〉으로 데뷔. 이후 니시키도 료와 함께 칸쟈니∞과 병행해 활동한다.
2004년 5월 12일, NEWS로서 〈희망~Yell~〉로 메이저 데뷔한다. 또, 2004년 8월 25일에, 칸쟈니∞로서 〈나니와이로하부시〉로 칸사이 한정으로 CD 데뷔해, 동년 9월 22일에 전국 데뷔한다.
2005년 당시 미성년이었음에도 불구하고 음주. 연예 활동을 중단.
2007년 7월 9일, 소년대 주연 무대 《PLAYZONE'07 Change2Chance》로 현장에 복귀해, 다음 2008년 1월 3일, NEWS의 콘서트 공연 중 MC에서, 쿠사노 히로노리와 함께 연수생을 졸업하는 것이 발표되었다.
2007년 8월 5일, 칸쟈니∞의 그룹 처음이 되는 도쿄 돔 콘서트에서, 앵콜로 스테이지에 등장. 그 광경이, 칸쟈니∞ 투어 사진집에 게재되었다(DVD에는 수록되어 있지 않다).
2008년 12월과 2009년 1월에, 솔로 콘서트가 요코하마 아레나와 오사카 성 홀에서 개최되었다.
2009년 3월에 일본 무도관에서 솔로 콘서트를 개최. 오사카 성 홀, 일본 가이시 홀(나고야)에서도 3월, 4월에 개최했다.
2010년 4월, 무대 《Guys & Dolls》로 주연을 맡는다.
2011년 8월 22일, 우치 히로키 with Question?의 나고야 공연에서, 이전 일으킨 불상사에 대해 사죄하는 것과 동시에, NEWS나 칸쟈니∞에는 돌아가지 않고 〈우치 히로키 with Question?으로 노력한다〉라고의 결의를 표명했다.
2013년 10월 21일, 쟈니즈 Jr. 졸업, 우치 단독 공식 사이트가 개설되었다.

## 출연
그룹으로서의 출연은 NEWS 및 칸쟈니∞를 참조. 개인으로의 출연만 기재.

### 드라마
- 도레미소라 (2002년 7월 29일 ~ 9월 27일, 마이니치 방송) - 모리 카츠미 역
- 내가 사는 길 (2003년 1월 ~ 3월, 칸사이 TV) - 요시다 히토시 역
- TEAM4 (2003년 9월 26일, 후지 TV) - 요시무라 에이타 역
- 힘 좀 냅시다요 (2005년 7월, 칸사이 TV) - 나카다 사부로 역
- 한순간 바람이 되어라 (2008년 2월 25일 ~ 2월 28일, 후지 TV) - 주연·카미야 신지 역
- 오센 (2008년 4월 22일 ~ 6월 24일, 닛폰 TV) - 에자키 요시오 역
- 엽기인걸 스나코 (2010년 1월 15일 ~ 3월 19일, TBS) - 오다 타케나가 역
- 사립 바카레아 고교 (2012년 4월 14일 ~ 6월 30일, 닛폰 TV) - 사쿠라기 렌 역
- 천국의 사랑 (2013년 10월 28일 ~ 12월 27일, 토카이 TV) - 쿠니토모 사토시/코모타 우시오 역

### 영화
- 극장판 사립 바카레아 고교 (2012년 10월 13일 개봉, 쇼게이트) - 사쿠라기 렌 역
- 닌타마 란타로 인술학원 전원출동!의 단 (2013년 7월 6일 개봉, 토에이) - 도이 한스케 역

### CM
- 하우스 식품 사쿠사쿠 쟈가쟈가 (2003년)

### 성우
- ONE PIECE 저주받은 성검 (2004년) - 토마 역

### 무대
- PLAYZONE'07 Change2Chance (2007년, 소년대 주연)
- PLAYZONE'09 ~태양으로부터의 편지~ (2009년 7월 11일 ~ 8월 9일·8월 21일 ~ 26일, 아오야마 극장·우메다 예술 극장)
- Guys & Dolls (2010년 4월 3일 ~ 30일, 히비야 시어터 크리에) - 주연·스카이 역
- 오레노 우치니 키테크리에!~Come on a my House!~ (2010년 5월 1일 ~ 9일, 도쿄 시어터 크리에)
- Endless SHOCK 시리즈 - 우치 역
  - Endless SHOCK (2010년 7월 4일 ~ 31일, 제국 극장)
  - Endless SHOCK (2011년 2월 5일 ~ 3월 31일, 제국 극장)
  - Endless SHOCK (2012년 1월 7일 ~ 31일, 하카타좌/2월 8일 4월 30일, 제국 극장)
  - Endless SHOCK (2013년 9월 2일 ~ 29일, 우메다 예술 극장)
  - Endless SHOCK (2014년 2월 4일 ~ 3월 31일, 제국 극장/9월 8일 ~ 30일, 우메다 예술 극장/10월 8일 ~ 31일, 하카타좌)
- 미남이시네요 (2011년 10월 8일 ~ 10월 20일, 아카사카 ACT 시어터/10월 24일 ~ 11월 2일, KAAT 카나가와 예술 극장/11월 6일 ~ 9일, 모리노미야 필로티 홀/11월 24일 ~ 27일, 캐널시티 극장) - 후지시로 슈 역
- 듀엣 (2012년 9월 28일 ~ 10월 10일, 시어터 크리에/10월 13일 ~ 16일, 우메다 예술 극장/10월 26일, 츄니치 극장/10월 30일 ~ 31일, 캐널시티 극장) - 바논 가슈 역
- 음악극 더 오다사쿠 (2013년 5월 25일 ~ 6월 2일, 신바시 연무장) - 주연·오다 사쿠노스케 역
- 더 오다사쿠~사랑과 청춘의 데카당스~ (2014년 4월 19일 ~ 29일, KAAT 카나가와 예술 극장/5월 2일 ~ 6일, 교토 미나미좌) - 주연
- 페르 귄트 (2015년 7월 11일 ~ 20일, KAAT 카나가와 예술 극장 홀/7월 25일 ~ 26일, 효고 현 예술 문화 센터 한큐 중 홀) - 주연·페르 귄트 역
- JOHNNYS' World -쟈니즈 월드- (2015년 12월 11일 ~ 2016년 1월 27일, 제국 극장) - 프로듀사 역
- KREVA의 새로운 음악극 〈최고는 하나가 아니야 2016 SAKURA〉 (2016년 3월 25일 ~ 4월 3일, 도쿄 예술 극장 프레스 하우스/4월 8일 ~ 10일, 모리노미야 필로티 홀)

### 콘서트
- 우치 히로키 연말 연시 Rock인 동료들 대집합! (2008년 12월 19일·20일·21일·2009년 1월 2일·3일·4일, 요코하마 아레나·오사카 성 홀)
- UCHI 히로키 우치 HIROCKY (2009년 3월 7일·8일·31일·4월 1일·4일, 일본 무도관, 오사카 성 홀·니혼 가이시 스포츠 프라자 가이시 홀)
- 우치 히로키 with FiVe & Question? (2009년 12월 2일·3일·9일·10일·16일·17일·23일·2010년 1월 3일·4일, Zepp Spporo·Zepp Fukuoka·나고야 시 공회당·국립 요요기 경기장·오사카 성 홀)
- 우치 히로키 with Question? LIVE 2010 (2010년 12월 14일·15일·17일 ~ 19일, Zepp Tokyo·모리노미야 필로티 홀(오사카))
- 우치 히로키 with Question? Summer LIVE 2011 (2011년 8월 2일-4일·9일·16일·23일-24일·29일-31일, 모리노미야 필로티 홀·Zepp Sapporo·Zepp Nagoya·SHIBUYA-AX)
- 우치 히로키 with Question? (2011년 12월 31일, TOKYO DOME CITY HALL)